# Прикраси руських племен
Прикраси руських племен
Соціально-економічний розвиток Давньоруської держави у IX—XI ст. сприяв формуванню різних груп панівної верхівки і, разом з нею, художньої культури, що задовольняла претензії феодальної знаті на авторитет в ієрархії. Деякі категорії прикрас місцевої знаті (бояр, старост, старійшин): головні вінці, кільця, браслети, гривни, шийні підвіски, на думку більшості дослідників, є ознакою території племен або племінних князівств.
На території Середнього Подніпров'я поблизу Києва, Чернігова, Переяслава у IX—X ст. поширюються салтовські типи металевих прикрас, гончарний посуд волинцевського типу (з VIII ст.), що відбиває зв'язок Руської землі з Хозарським каганатом. Пізніше, у другій половині X—XI ст. на території найдавнішого «трикутника» (Києва, Чернігова, Переяслава), прикраси місцевих племінних типів невідомі. І. П. Русанова, підкреслюючи рідкісність знахідок прикрас, пояснювала цей факт близькістю населення Київщини («полян») до населення західних областей (деревлян, волинян). В. О. Петрашенко, проаналізувавши так звані полянські жіночі прикраси, також дійшла висновку про неможливість визначення за їхньою допомогою етнічної належності населення території літописних полян.
Найдавніші міста — Київ, Чернігів, Переяславль були центрами формування державної території «Русі» або «Руської землі», як її розуміли О. М. Насонов і Б. О. Рибаков. Саме тут, на їхню думку, вже в другій половині IX ст. формувалася державна податкова система і перерозподілявся додатковий продукт, стимулюючий розвиток ремесла в князівському господарстві.
Давньоруські міста в процесі формування території розташовувалися на кордонах племінних земель, що відображає поширення влади з Придніпров'я на периферію. Справді, на захід від Києва на кордоні з древлянами були Вишгород і Білгород, на південь від нього — Пересечин, місто уличів. Ця прикордонна територія і стала ядром «Руської землі» IX ст.
Більшість дослідників відносять до другої половини XI — початку XII ст. пожвавлення сепаратистських тенденцій і тимчасове пожвавлення старих племінних традицій. Саме цим часом і датується формування етновизначальних прикрас на колишніх племінних територіях, які не завжди збігаються з кордонами князівств. Для того щоб пояснити це явище, необхідно звернути увагу, по-перше, на попередню епоху — IX — першу половину X ст., коли почалося формування державної території Київської Русі у вузькому розумінні цього слова. О. М. Насонов відніс до основних явищ у процесі створення «Руської землі» підкорення земель полян, західних сіверян і радимичів, тобто племен, які до того входили в коло інтересів (данина) Хозарського каганату. Державна система формувалася як союз трьох головних міст: Києва, Чернігова, Переяслава, яка оформилася ще до середини IX ст.

## Променеві кільця
Розглянемо променеві кільця, що входили до костюма племен Лівобережжя. Найраніші з них — п'ятипроменеві, походять з аваро-слов'янських старожитиостей. Найраніший варіант таких кілець IX ст. з Новотроїцького городища — спрощене наслідування великоморавських виробів. Інші варіанти датовані IX—X ст. Одночасно відомі варіанти семипромєневих кілець. Поширення кілець IX—X ст. охоплює сіверян (Новотроїцьке), дреговичів (Хотомель), кривичів (Гніздове), вони знайдені в Зарайському скарбі і в Титчисі, тобто на території в'ятичів і донських слов'ян.
Більш пізні кільця (кінець X — початок XII ст.) з кулькою на кінцях майже повністю збігаються з кордонами розселення радимичів. Деякі типи семипромєневих кілець знайдені на сіверянській території, але в пунктах загальнодержавного значення (Трубачевську, Ніцасі, Гочеві). Тобто перша поява скроневих кілець (променевих) не відбиває ареал розселення радимичів.

## Семипроменеві кільця
В XI — початку XII ст. з'являються семипроменеві скроневі кільця у в'ятичів, що розвивають форму променевих. В'ятицькі семилопатеві і деякі типи п'ятилопатевих продовжують змінюватися і в XIII—XIV ст. Таким чином, масове поширення етновизначеної прикраси у в'ятичів відбувається після встановлення данини Києвом при Володимирі Святославичі у 981 р. Семилопатсві скроневі кільця звичайно пов'язують з регіоном в'ятичів, семипроменеві — з регіоном радимичів, перстенеподібнї зі зв'язаними кінцями — з кривичами, спіральні і особливого типу семипроменеві — з сіверянами. Якщо в одному курганному могильнику знаходять прикраси різних «племен», то пам'ятку (поселення і могильник) відносять до «загальнодержавних», «різноплемінних». Саме такими були перші міські центри і дружинні табори на кордонах державної території у X—XII ст. (Жовнин, Гочеве, Леплява).

## Дротові кільця
Дротові кільця були дуже поширені у західних слов'ян і менше у східних. За даними І. П. Русанової, на полянській території подібні кільця знайдені у п'яти могильниках Правобережжя і відсутні на Лівобережжі, Проте такі кільця відомі у деревлян, сіверян, у верхів'ях Істри і Клязьми, де їх кількість, поряд зі звичайними типами, сягає 17—20 %. Немає підстав для датування їх поширення в східнослов'янських землях раніше другої половини X ст. Наведені факти, поряд з поступовим збільшенням їх кількості на захід, не дозволяють вважати їх племінними прикрасами. Таким чином, знахідки подібних кілець засвідчують існування культурних зв'язків між східними і західними слов'янами. У Середньому і Верхньому Придніпров'ї поширюються великоморавськІ (IX ст.) й візантійсько-балканські типи підвісок. В. О. Петрашенко, аналізуючи прикраси так званої полянської території, також дійшла висновку, що племінні прикраси не виділяються, але вважає, що поляни не тотожні русам, а існували як окреме плем'я. На нашу думку, «поляни» Нестора — це конструкція, яка необхідна для зв'язку «ляхов», «полян» і «русі», виникла при перекладі "Сказанїя о преложенії книг на словенську мову".
Територія кривичів вимежовується на підставі знахідок браслетоподібних скроневих кілець із заступаючими кінцями і пластинчастих конькових підвісок, так само як територія новгородських словенів на підставі ромбощиткових XI—XIV ст.